# Наука в душе
«Наука в душе: избранные сочинения страстного рационалиста» (англ. Science in the Soul: Selected Writings of a Passionate Rationalist) — сборник избранных эссе и других сочинений Ричарда Докинза, опубликованный в 2017 году.
Опубликован после двух томов автобиографии, это его второй сборник эссе вместе с «Капелланом дьявола» (2003).

## Описание
Книга была отредактирована Джиллиан Сомерскейлз и посвящена писателю Кристоферу Хитченсу (1949—2011).
Книга содержит более сорока эссе, журналистские статьи, лекции и письма (организованные в восьми главах) о важности науки.

## Отзывы
Майкл Шермер, главный редактор американского журнала Skeptic, писал: «Ни один из ныне живущих ученых не заслуживает такого признания больше, чем Ричард Докинз, каждая книга которого отражает его литературный гений и научное содержание. „Наука в душе“ — идеальное воплощение литературы нобелевского уровня».
Джеймс Рэнди, автор книги «Исцелители верой», писал, что «Наука в душе наполнена философией, юмором, гневом и тихой мудростью доктора Докинза, мягко, но твердо приводя читателя к неизбежным выводам, которые назидают и просвещают, в то же время вбрасывая периодические бон. фразы, которые довольно прочно захватывают внимание».